# Абу Ханіфа

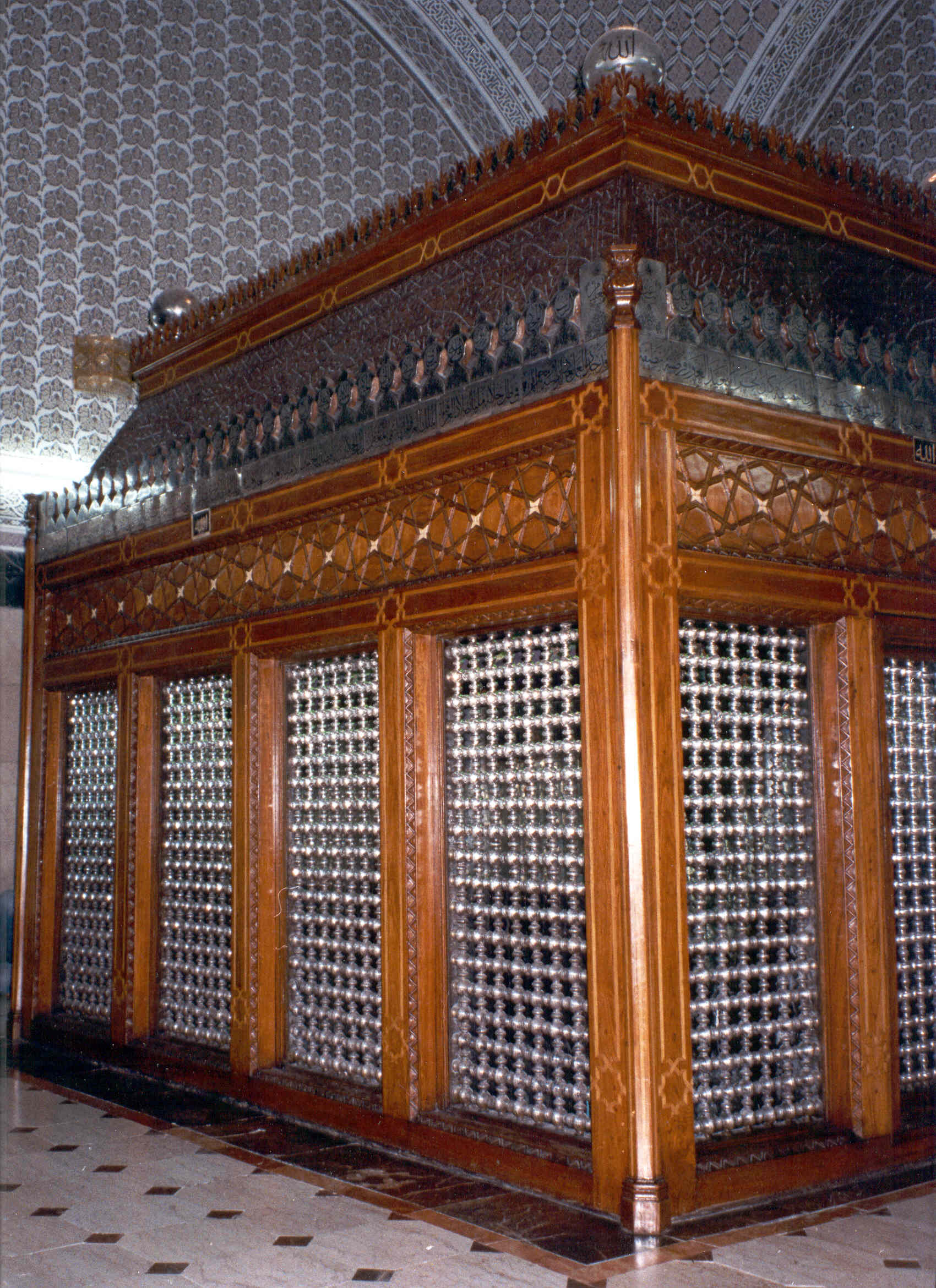
Гробниця Абу Ханіфи

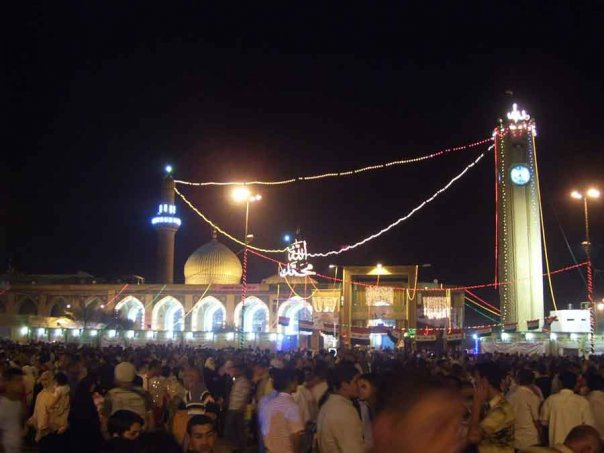
Мечеть Абу Ханіфа в Багдаді, Ірак

Абу Ханіфа ан-Нуман ібн Сабіт аль-Куфі (араб. ابو حنيفة النعمان بن ثابت بن زوطا, 699 — 767) — арабський богослов і факіх, відомий своїми числе́нними виступами з питань фікху.
Його лекції, висловлювання і відповіді на питання були зібрані в книги, найважливіші з яких «аль-Фікх аль-Акбар» і «аль-Муснад». В перші викладені основи догматики, друга є складеною його учнями і послідовниками (серед яких, зокрема, Абу Юсуф) збіркою хадисів, які він використовував при розробці свого вчення. На основі цих праць і методики мислення, що застосував Абу Ханіфа, його учнями був створений мазхаб (див. Ханафітський мазхаб), названий на його честь.